# Поліція порядку (Третій Рейх)
Поліція порядку Третього Рейху (нім. Ordnungspolizei, Німецька: [ˈɔʁdnʊŋspoliˌtsaɪ]), або скорочено Orpo, що означає «Поліція порядку», — офіційна поліція в нацистській Німеччині з 1936 по 1945 рр. Організація Orpo була поглинена нацистською монополією на владу після того, як юрисдикцію регіональної поліції було скасовано на користь центрального нацистського уряду ("Reich-ification", Verreichlichung, поліції). Орпо номінально контролювалося Міністерством внутрішніх справ, але його виконавчі функції покладалися на керівництво СС до кінця Другої світової війни. Завдяки зеленій уніформі Orpo також називали Grüne Polizei (зелена поліція). Сила спочатку була створена як централізована організація, що об’єднує муніципальну, міську та сільську поліцію у формі, яка була організована на державній основі.
Ordnungspolizei охоплювала практично всі правоохоронні органи нацистської Німеччини та організації реагування на надзвичайні ситуації, включаючи пожежні бригади, берегову охорону та цивільну оборону. У довоєнний період Генріх Гіммлер, голова СС, і Курт Далюге, начальник поліції порядку, співпрацювали в перетворенні поліції Веймарської республіки на мілітаризовані формування, готові служити цілям режиму щодо завоювання та расового знищення. Поліцейські війська спочатку були сформовані у формування розміром з батальйон для вторгнення до Польщі, де вони були розгорнуті для забезпечення безпеки та охорони, а також брали участь у стратах і масових депортаціях. Під час Другої світової війни сили мали завдання нагляду за цивільним населенням окупованих і колонізованих країн, починаючи з весни 1940 року. Діяльність Орпо переросла в геноцид після вторгнення в Радянський Союз, операції «Барбаросса». Двадцять три батальйони поліції Ордену, сформовані в самостійні полки або приєднані до підрозділів безпеки вермахту та айнзацгруп, здійснювали масові вбивства під час Голокосту та відповідальні за широкомасштабні злочини проти людства та геноцид проти цивільного населення.

## Історія
Генріх Гіммлер, голова СС, був призначений начальником німецької поліції в Міністерстві внутрішніх справ 17 червня 1936 року після того, як Гітлер оголосив указ, який мав «уніфікувати контроль над поліцейськими обов'язками в Рейху». Традиційно правоохоронна діяльність у Німеччині була державною та місцевою справою. У цій ролі Гіммлер номінально підпорядковувався міністру внутрішніх справ Вільгельму Фріку. Однак указ фактично підпорядкував поліцію СС. Гіммлер отримав авторитет, коли всі правоохоронні органи Німеччини в уніформі були об’єднані в нову Ordnungspolizei, головний офіс якої заповнили офіцери СС.
Поліція була поділена на Ordnungspolizei (Orpo або звичайна поліція) і Sicherheitspolizei (SiPo або поліція безпеки), які були створені в червні 1936 року. Orpo взяла на себе обов’язки регулярних правоохоронних органів у формі, тоді як SiPo складалася з таємної державної поліції (Geheime Staatspolizei або Гестапо) і карна поліція (Kriminalpolizei або Kripo). Kriminalpolizei був корпусом професійних детективів, які займалися боротьбою зі злочинністю, а завданням гестапо була боротьба зі шпигунством і політичним інакомисленням. 27 вересня 1939 року служба безпеки СС, Sicherheitsdienst (SD) і SiPo були складені до Головного управління безпеки імперії (Reichssicherheitshauptamt або RSHA). RSHA символізував тісний зв'язок між СС (партійна організація) і поліцією (державна організація).

## Організація
До середини 1940 року німецька поліція порядку зросла до 244 500 осіб. Orpo перебував під загальним контролем рейхсфюрера СС Гіммлера як начальника німецької поліції в Міністерстві внутрішніх справ. Спочатку нею командував оберстгрупенфюрер СС і генерал - оберст поліцейських Курт Далюге. У травні 1943 року Далуеге переніс сильний серцевий напад і був звільнений з служби. Його замінив обергрупенфюрер СС і генерал військ СС і поліції Альфред Вюнненберг, який служив до кінця війни. До 1941 року Orpo було розділено на наступні відділи, які охоплювали всі аспекти німецької правоохоронної діяльності.
Центральний командний офіс, відомий як Ordnungspolizei Hauptamt, знаходився в Берліні. З 1943 року вважався повним штабом СС. Головний офіс Orpo складався з командного відділу (Kommandoamt), відповідального за фінанси, кадри та медичне забезпечення; Адміністративний (Verwaltung) відповідальний за оплату праці, пенсії та дозволи; Економічний (Wirtschaftsverwaltungsamt); Технічна аварійна служба (Technische Nothilfe); Бюро пожежних бригад ( Feuerwehren ); Колоніальна поліція (Kolonialpolizei); і Академія технічної підготовки СС і поліції (Technische SS-und Polizeiakademie).

### Відділення поліції

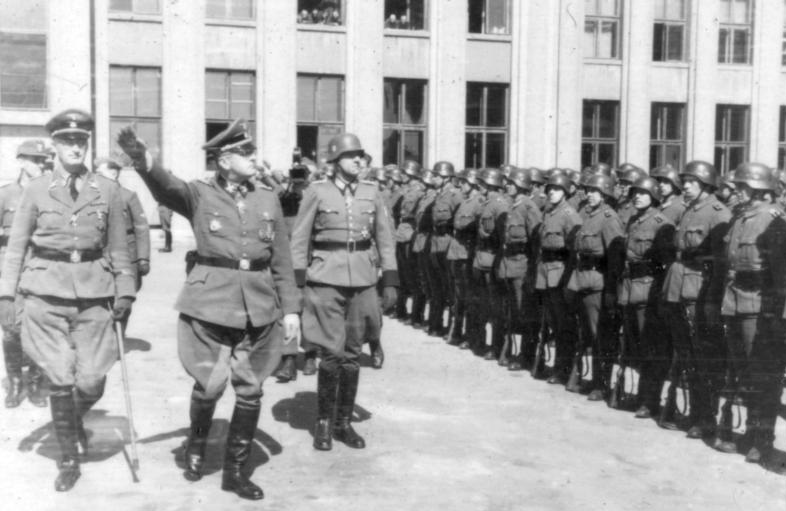
Поліція порядку в Мінську, Райхскомісаріат Остланд, Білорусь, 1943

- Адміністрація (Verwaltungspolizei) була адміністративною гілкою Orpo і мала загальні повноваження для всіх поліцейських дільниць Orpo. Verwaltungspolizei також був центральним офісом для ведення документації та був командним органом для цивільних правоохоронних груп, до яких входили Gesundheitspolizei (поліція охорони здоров’я), Gewerbepolizei (комерційна або торгова поліція) та Baupolizei (будівельна поліція). У головних містах Verwaltungspolizei, Schutzpolizei та Kriminalpolizei були організовані в поліцейську адміністрацію, відому як Polizeipräsidium або Polizeidirektion, яка мала владу над цими поліцейськими силами в міському окрузі.
- Державна поліція охорони (Schutzpolizei des Reiches), державна поліція в уніформі в містах і більшості великих міст, яка включала поліцейські дільниці (Revierdienst) і казармени поліцейські підрозділи для боротьби з заворушеннями та громадської безпеки (Kasernierte Polizei).
- Муніципальна поліція охорони ( Schutzpolizei der Gemeinden)[7], муніципальна поліція у формі в менших і деяких великих містах. Незважаючи на повну інтеграцію в систему Ordnungspolizei, її офіцери поліції були муніципальними державними службовцями. Цивільний правоохоронний орган у містах з муніципальною поліцією охорони здійснювався не Verwaltungspolizei, а муніципальними державними службовцями. До 1943 року вони також мали міські відділи карного розшуку, але того року всі такі відділи з понад 10 слідчими були об’єднані в Кріпо .
- Жандармерія (державна сільська поліція) була доручена охороною правопорядку на кордоні, включаючи невеликі громади, сільські райони та гірську місцевість. З розвитком мережі автомагістралей або Autobahnen у 1937 році були створені роти моторизованої жандармерії для забезпечення безпеки руху.
- Дорожня поліція (Verkehrspolizei) була агенцією з дотримання правил дорожнього руху та управління безпеки дорожнього руху Німеччини. Організація патрулювала дороги Німеччини (окрім автомагістралей, які контролювали моторизовану жандармерію) і реагувала на великі аварії. Verkehrspolizei також була основною службою супроводу для високих нацистських лідерів, які подорожували на великі відстані автомобілями.
- Водна поліція (Wasserschutzpolizei)[7] була еквівалентом берегової охорони та річкової поліції. Доручаючи забезпечити безпеку річок, гаваней і внутрішніх водних шляхів Німеччини, група також мала владу над SS-Hafensicherungstruppen («війська охорони гавані»), які були підрозділами Allgemeine-SS, призначеними як персонал охорони порту.
- Пожежна поліція (Feuerschutzpolizei )[7] складалася з усіх професійних відділів пожежної охорони під загальнодержавною командною структурою.

### Допоміжна поліція
- Orpo Hauptamt також мав владу над Freiwillige Feuerwehren, місцевими добровільними цивільними пожежними бригадами. У розпал Другої світової війни, у відповідь на потужні бомбардування міст Німеччини, об’єднані Feuerschutzpolizei та Freiwillige Feuerwehren налічували близько двох мільйонів членів.
- Поліція захисту від повітряного нальоту (Luftschutzpolizei) була службою цивільного захисту, відповідальною за захист від повітряного нальоту та порятунок жертв бомбардувань у зв’язку з Technische Nothilfe (Технічною аварійною службою) та Feuerschutzpolizei (професійними пожежними підрозділами). Створена як Служба безпеки та допомоги (Sicherheits und Hilfsdienst) у 1935 році, у квітні 1942 року вона була перейменована на Luftschutzpolizei. Мережу повітряних нальотів підтримувала Reichsluftschutzbund (Асоціація Рейху із застережних заходів проти повітряних нальотів), організація, яка з 1935 року контролювалася Міністерством авіації під керівництвом Германа Герінга. РЛБ створила організацію аварійних наглядачів, які відповідали за безпеку будівлі або групи будинків.
- Технічний надзвичайний корпус (Technische Nothilfe; TeNo) був корпусом інженерів, техніків і спеціалістів з будівельних робіт. TeNo було створено в 1919 році, щоб забезпечити роботу комунальних підприємств і найважливіших галузей промисловості під час хвилі страйків. З 1937 року TeNo став технічним допоміжним корпусом поліції і був поглинений Orpo Hauptamt . До 1943 року TeNo налічувало понад 100 000 членів.
- Добровільна пожежна частина (Feuerwehren), добровільна пожежна частина, призовна пожежна частина та промислова пожежна частина були допоміжною поліцією, підпорядкованою Ordnungspolizei.
- Радіоохорона (Funkschutz) складалася з персоналу служби безпеки СС і Orpo, призначеного для захисту німецьких станцій мовлення від нападів і саботажу. Funkschutz також була основною слідчою службою, яка виявляла незаконний прийом іноземних радіопередач.
- Міська та сільська надзвичайна поліція (Stadt- und Landwacht ), створена в 1942 році як позаштатний поліцейський резерв. Ліквідований у 1945 році зі створенням Фолькстурму.
- Допоміжна поліція (Schutzmannschaft) — допоміжна поліція колабораціоністів в окупованій Східній Європі.

## Зондерполіцай
Спеціальна поліція була органами спеціальної поліції, які не підпорядковувалися Головному управлінню поліції порядку чи Головному управлінню безпеки Рейху:
- Reichsbahnfahndungsdienst, the "Railway criminal investigative service", subordinate to the Deutsche Reichsbahn.
- Bahnschutzpolizei, subordinate to the Deutsche Reichsbahn.
- SS-Bahnschutz replaced the Bahnschutzpolizei within the Reich territory from 1944.
- Postal protection (Postschutz) comprised roughly 45,000 members and was tasked with the security of Germany's Reichspost, which was responsible not only for the mail but other communications media such as the telephone and telegraph systems.
- SS-Postschutz; created with the transfer of the Postschutz from the Reichministry of Post to the Allgemeine-SS in 1942.
- Forstschutzpolizei, under the Reichsforstamt.
- Jagdpolizei (Hunting Police), under the Reichsforstamt. It was largely exercised through the Deutsche Jägerschaft.
- Zollpolizei (Customs Police), exercised through the Zollgrenzschutz and the Customs Authorities under the Ministry of Finance.
- Flurschutzpolizei (Agricultural Field Police), under the Ministry of Agriculture.
- Factory protection police (Werkschutzpolizei) were the security guards of Nazi Germany. Its personnel were civilians employed by industrial enterprises, and typically were issued paramilitary uniforms. They were ultimately subordinated to the Ministry of Aviation.
- Deichpolizei (Dam and Dyke Police), subordinated to the Ministry of Economy.

## Поліцейські батальйони

### Вторгнення до Польщі

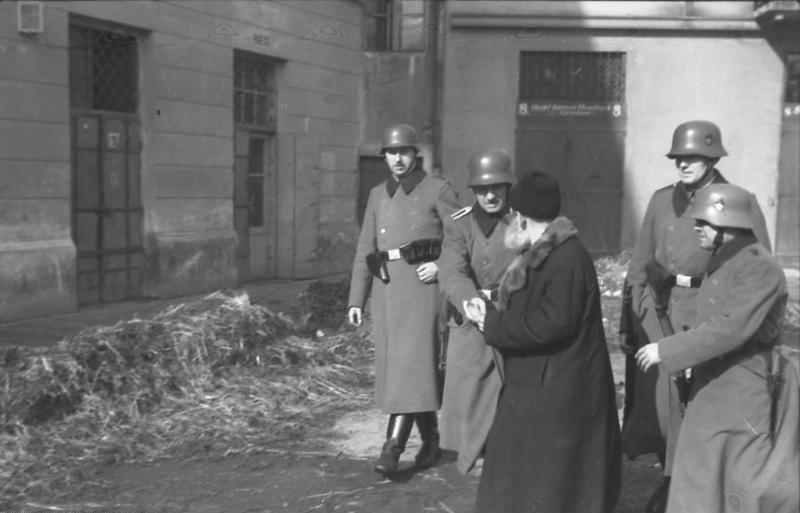
Ordnungspolizei проводить рейд (razzia) у Краківському гетто, 1941 рік.

Між 1939 і 1945 роками Ordnungspolizei утримувала військові формування, навчені та екіпіровані головними поліцейськими управліннями Німеччини. Специфічні обов'язки сильно відрізнялися від підрозділу до підрозділу та від року до року. Загалом поліція порядку не брала безпосередньої участі у фронтових боях, за винятком Арденн у травні 1940 року та блокади Ленінграда в 1941 році. Перші 17 батальйонних формувань (з 1943 року перейменовані на SS-Polizei-Bataillone) були розгорнуті Orpo у вересні 1939 року разом з армією Вермахту під час вторгнення до Польщі. Батальйони охороняли польських військовополонених за німецькою лінією та здійснювали вигнання поляків з Райхсгау під прапором Lebensraum. Вони також чинили звірства як проти католицького, так і проти єврейського населення в рамках тих «переселенських акцій». Після припинення бойових дій батальйони ім – наприклад 101 резервного поліцейського батальйону – взяли на себе роль сил безпеки, патрулюючи територію єврейських гетто в окупованій Німеччиною Польщі (питаннями внутрішньої безпеки гетто керували СС, СД і кримінальна поліція спільно з адміністрацією єврейського гетто).

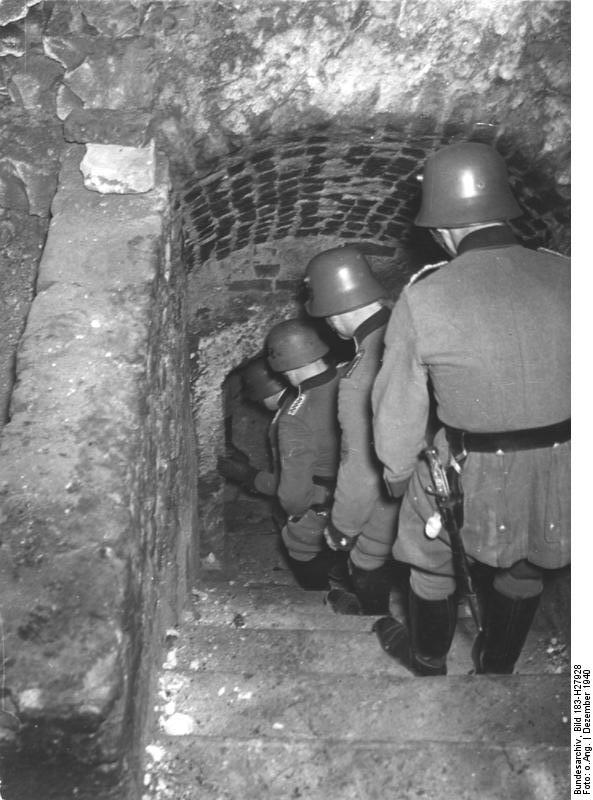
Наказ Поліція спускається до підвалів під час полювання на євреїв у Любліні, грудень 1940 року. Люблінське гетто було створено в березні 1941 року

### Вторгнення в Радянський Союз

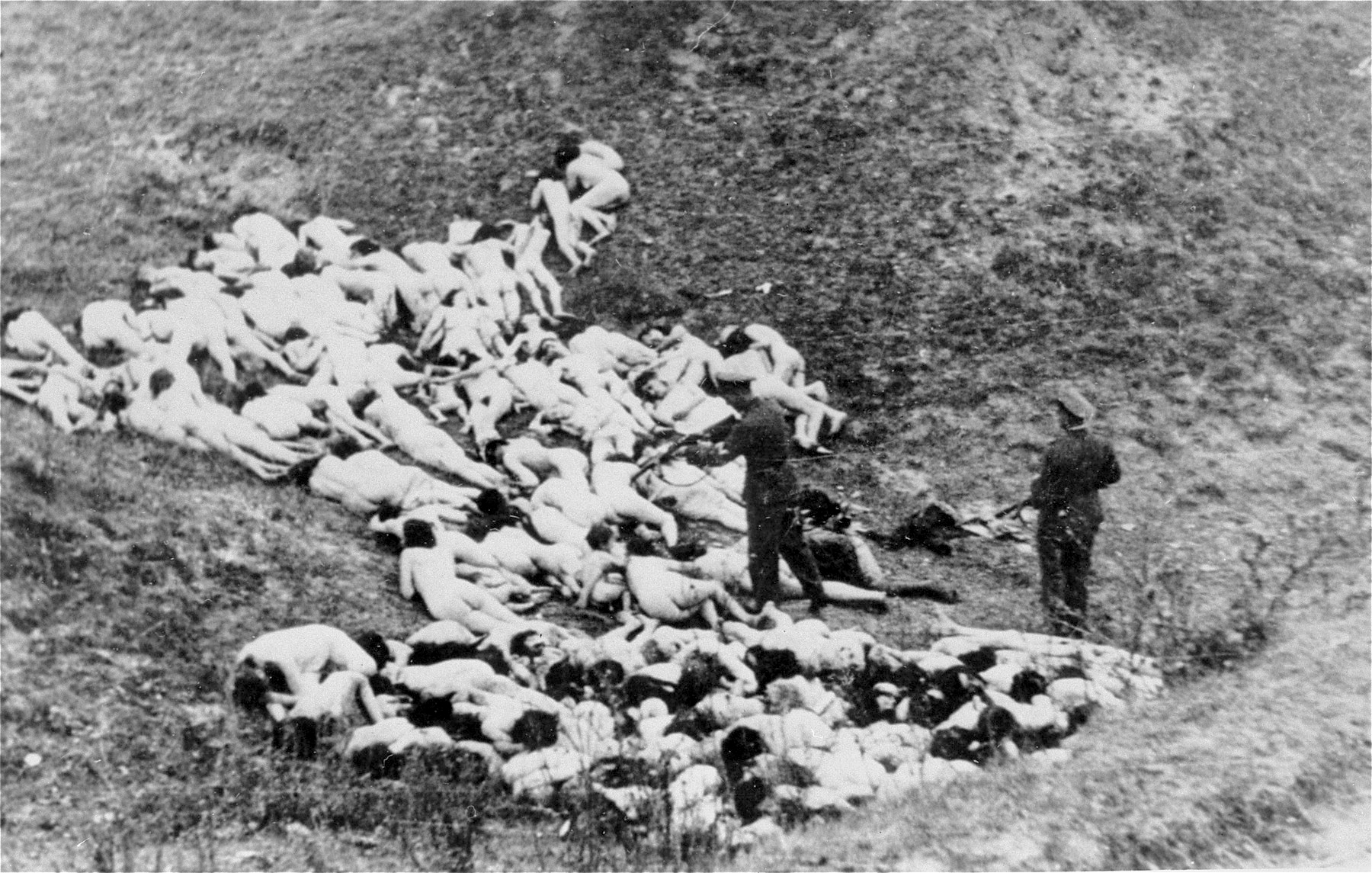
Члени Ordnungspolizei розстрілюють оголених жінок і дітей під час Голокосту.

Батальйони поліції порядку, які діяли як незалежно, так і спільно з айнзатцгрупами, стали невід’ємною частиною остаточного рішення протягом двох років після нападу на Радянський Союз 22 червня 1941 року, операції «Барбаросса». Перше масове вбивство 3000 євреїв поліцейським батальйоном 309 сталося в окупованому Білостоку 12 липня 1941 року. Поліцейські батальйони були частиною першої та другої хвилі вбивств у 1941–1942 – на територіях Польщі, анексованих Радянським Союзом, а також під час операцій із вбивствами в межах кордонів СРСР 1939 року, чи то у складі полків поліції порядку, чи як окремі підрозділи, підпорядковані безпосередньо місцевим керівникам СС і поліції. Вони включали резервний поліцейський батальйон 101 з Гамбурга, батальйон 133 Нюрнберзької орденської поліції, поліцейські батальйони 45, 309 з Кельна та 316 з Боттропа - Обергаузена. Їхні вбивчі операції принесли основний тягар Голокосту від куль на Східному фронті. Одразу після Другої світової війни ця остання роль була прихована як через відсутність судових доказів, так і через навмисне приховування інформації, тоді як основна увага приділялася більш відомим Einsatzgruppen («Оперативним групам»), які звітували перед Reichssicherheitshauptamt (RSHA) під керівництвом Рейнхарда Гейдріха.
Наказ Поліцейські батальйони, які брали участь у безпосередніх операціях з убивства, відповідальні за щонайменше 1 мільйон вбивств. Починаючи з 1941 року батальйони та місцеві загони поліції порядку допомагали транспортувати євреїв із гетто як у Польщі, так і в СРСР (та в інших частинах окупованої Європи) до концентраційних таборів та таборів знищення, а також проводили операції з полювання та вбивства євреїв за межами гетто. Поліція порядку була одним із двох основних джерел, з яких айнзацгрупи отримували персонал відповідно до потреб у робочій силі (іншим були Ваффен-СС).

## Дивізія поліції Ваффен-СС

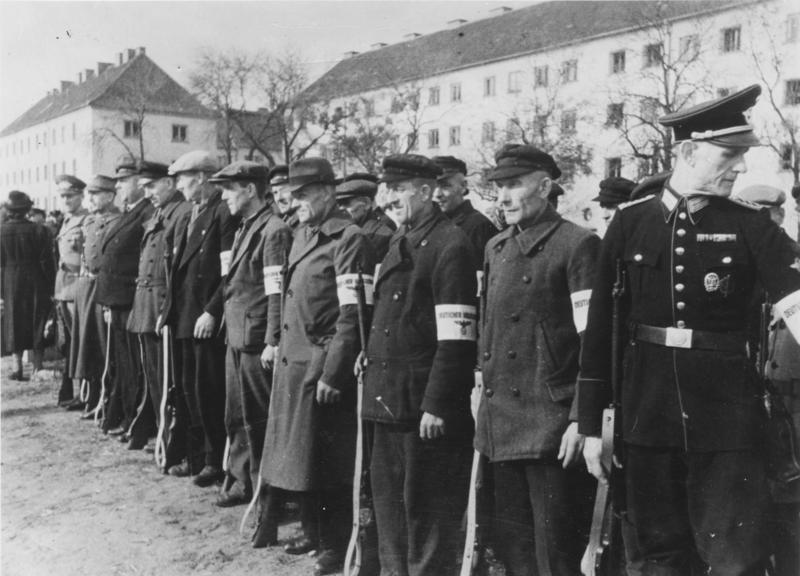
21 жовтня 1944 року. Фотографія роти пропаганди СС озброєного фольксштурму; чоловік Орпо в уніформі показаний у крайньому правому кінці рядка.

Основним бойовим підрозділом Ordnungspolizei була поліцейська дивізія СС Waffen-SS . Дивізію було сформовано в жовтні 1939 року, коли тисячі членів Orpo були призвані та розміщені разом з артилерією та частинами зв’язку, переведеними з армії. Дивізія складалася з чотирьох поліцейських полків, що складалися з особового складу Орпо, і зазвичай використовувалася для ротації поліцейських у військову ситуацію, щоб не втратити поліцейський персонал для загального призову Вермахту або для повних дивізій СС регулярних дивізій. Ваффен-СС . Наприкінці війни кілька поліцейських полків СС Орпо було передано Ваффен-СС для формування 35 -ї поліцейсько-гренадерської дивізії СС. Загони козацьких орпо були включені до XV козачого кавалерійського корпусу СС разом з іншими частинами, щоб номінально сформувати 2-гу козацьку дивізію.

## Відносини Орпо та СС

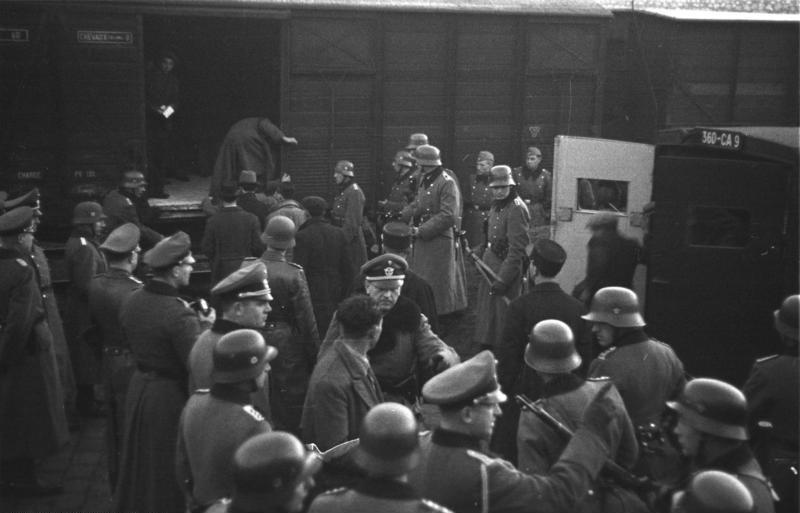
Війська поліцейських батальйонів СС завантажують євреїв у вагони в Марселі, Франція, січень 1943 року.

До початку Другої світової війни в 1939 році СС фактично отримав повний оперативний контроль над німецькою поліцією, хоча зовні СС і поліція все ще функціонували як окремі організації. Ordnungspolizei зберегла власну систему знаків розрізнення та звань Orpo, а також відмінну поліцейську форму. Відповідно до директиви СС, відомої як «Декрет про паритет рангів», поліцейських настійно заохочували вступати до СС, а для тих, хто це зробив, на нагрудній кишені носили спеціальні поліцейські знаки, відомі як Руни членства в СС для поліції порядку. поліцейська форма.

## Подальше читання
- Megargee, Geoffrey P., ред. (2009). Encyclopedia of Camps and Ghettos, 1933–1945. Т. II. Bloomington: Indiana University Press. ISBN 978-0-253-35328-3.
- Nix Philip and Jerome Georges (2006). The Uniformed Police Forces of the Third Reich 1933-1945, Leandoer & Ekholm. ISBN 91-975894-3-8